# Lepidolejeunea
Lepidolejeunea là một chi rêu trong họ Lejeuneaceae.